# Центральний Французький масив

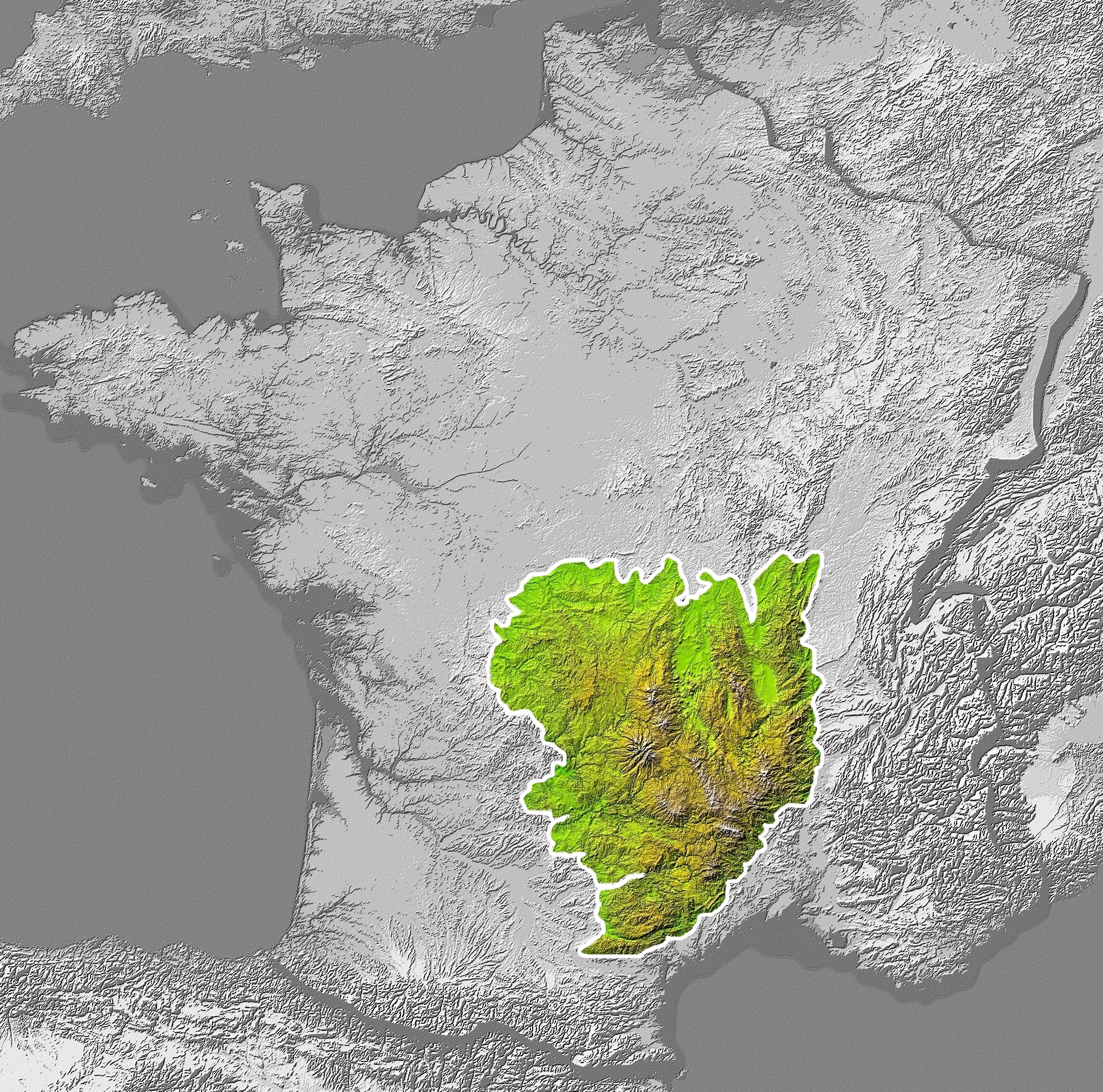
Центральний Французький масив.

Центральний масив (фр. Massif Central) — гірський масив в центрі та на півдні Франції, найбільший за площею і висотою з герцинського середньогір'я Західної Європи. 

## Загальний опис
Максимальна висота становить 1886 м (г. Пюї-де-Санси). Масив складений стародавніми (переважно докембрійськими) інтенсивно зім'ятими в складки кристалічними і метаморфічними породами, місцями перекритими мезозойськими і кайнозойськими шарами. У період альпійського орогенезу масив піддався інтенсивним диференційованим дислокаціям з утворенням розломів і западин, сводових і брилових структур і загальному підйому (особливо на півдні і сході). Дислокації викликали потужні вулканічні виливи (переважно в центрі), що тривали аж до плейстоцену. У плейстоцені найвищі вершини масиву були охоплені гірським заледенінням.
В Центральному Французькому масиві переважає плоскогірний тип рельєфу. Поверхня масиву поступово підвищується у напрямку півдня і сходу, де він обривається скидними схилами до рівнин Ланґедока і до грабену Сони-Рони. Перехід на північ до Паризькому басейну і на захід до Аквітанської низини є поступовим. Найбільшою висотою і розчленованістю відрізняються центральні (Овернь) і північні райони масиву, в яких столові базальтові плато з насадженими на них конусами стародавніх вулканів (Канталь, Мон-Дор з м. Пюї-де-Санси) чергуються з кристалічними плоскогір'ями (Маржерид, Форез) і глибокими і широкими меридіанально витягнутими грабенами, виконаними крихкими неогеновими і четвертинними шарами (Лимань з грабенами Луари і Альє). Південь масиву зайнятий закарстованними вапняковими плато Кос. Піднесений схід масиву утворений системою кристалічних плоскогір'їв (Севен, Ліоне, Божоле, Морван та інші) з крутими східними схилами, інтенсивно розчленованими річками. Північно-західна частина Центрального Французького масиву представлена невисокими плоскогір'ями (Лімузен, Мільваш та ін) з окремими згладженими залишковими вершинами висотою до 953 м.
Велика частина Центрального Французького масиву має гірський помірний клімат океанічного типу зі значиною річною сумою опадів, на південному сході і півдні клімат перехідний до середземноморського. На висоті більше 700–800 м літо прохолодне, з середньою температурою липня +11 °, +16 °; середньою температурою січня трохи нижче 0 °, часті морози і снігопади. Приблизно 1/3 території масиву отримує від 1000 до 1500 мм опадів на рік; найменша кількість опадів (500–700 мм) в улоговинах. Центральний Французький масив має густу мережу переважно повноводних річок з коефіцієнтом стоку (50–60% і більше); живлення річок головним чином снігово-дощове; максимальні витрати навесні і восени. Великі річки: Луара (з Альє і Шер), Дордонь, притоки Сени, Рони і ін. Центральний Французький масив розташований в зоні широколистяних лісів і бурих лісових ґрунтів. Ліси сильно винищені, покривають близько 10–15 % від площі масиву. Широколистяні (дуб, каштан, бук) і соснові ліси поширені до висоти 1000–1200 м (каштанові гаї до 800 м); вище ростуть головним чином ялицеві ліси (до 1400 м). Найбільш високі вершини покриті альпійськими луками і чагарниками. На плато Кос знаходяться розріджені степові луки та чагарники з дерново-карбонатними ґрунтами. Нижні ділянки схилів Севенни і Кос покриті заростями, схожими з гаригою.
Центральний Французький масив — економічний район Франції з екстенсивним землеробством (жито, картопля, овочі) і тваринництвом. Родовища кам'яного вугілля (Сент-Етьєн, Бланзі-ле-Крезо та інші дають близько 24% видобутку вугілля в країні), рідкісних і кольорових металів. Гідроелектростанції побудовані на річках Дордонь, Крез, Трюєр та інші. Мінеральні джерела (Віші, Сен-гальма). Великі міста: Клермон-Ферран, Ле-Крезо, Сент-Етьєн, Лімож.

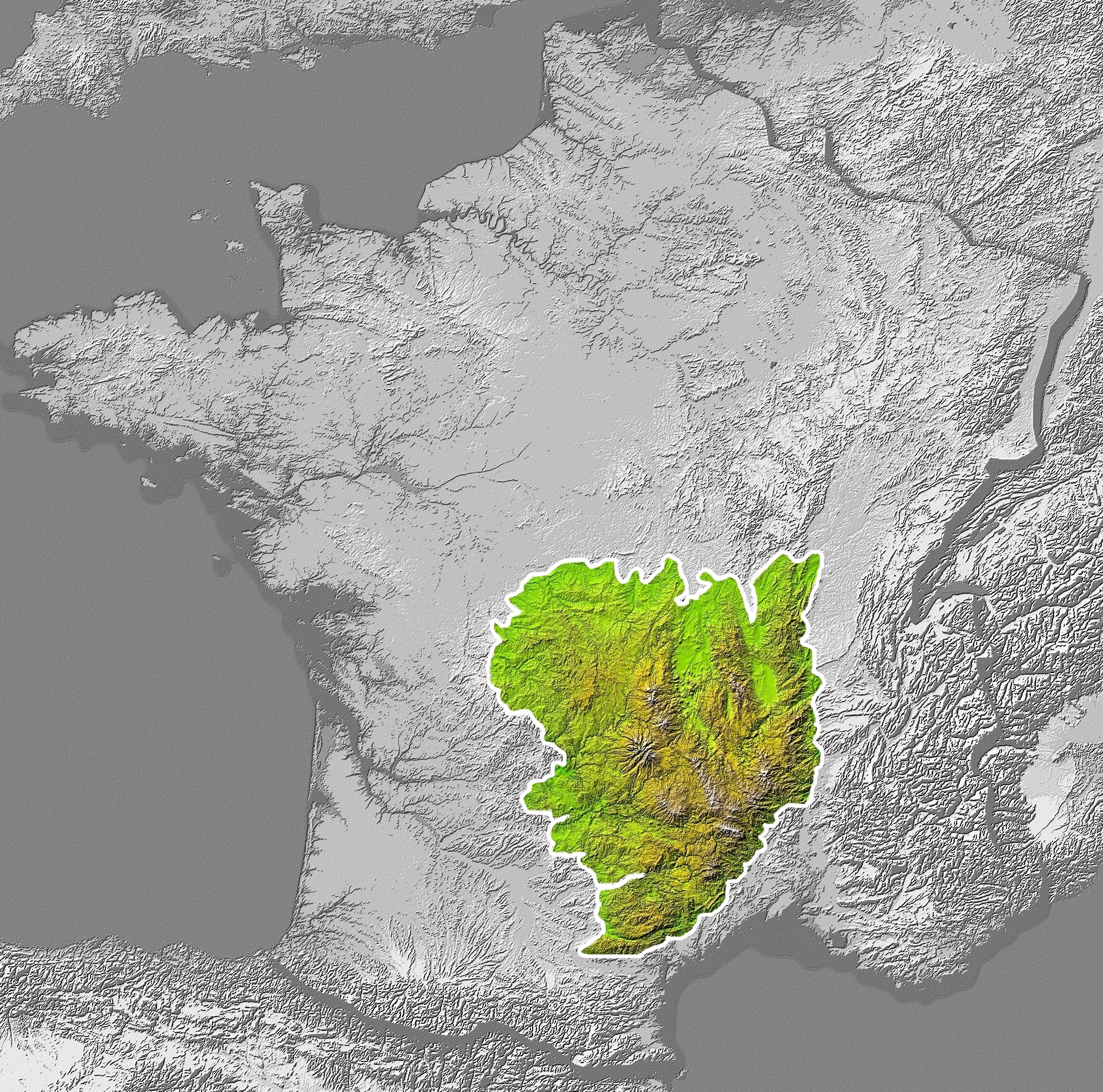
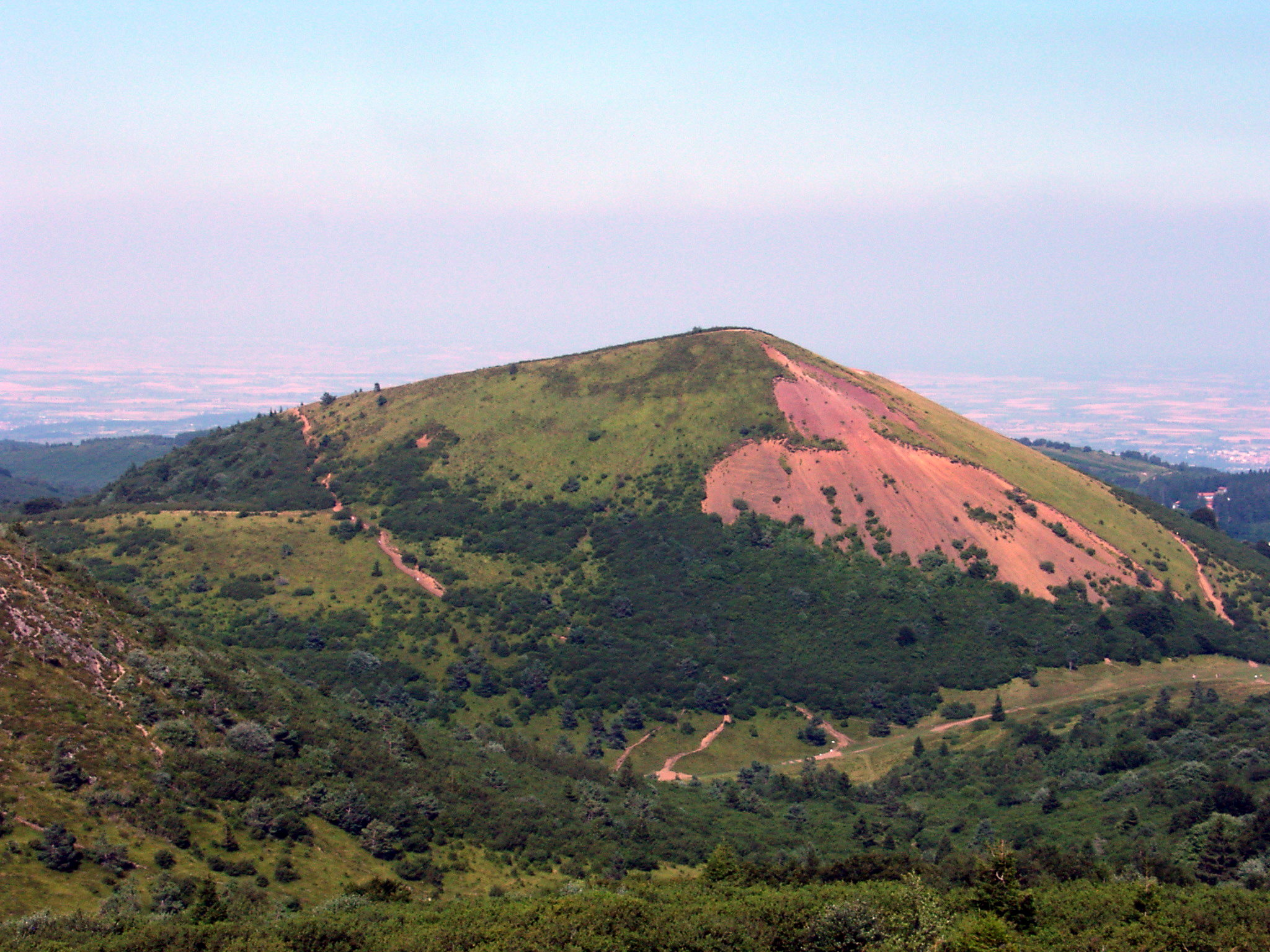